# María Juliana Ruiz
María Juliana Ruiz Sandoval (née le 25 mai 1978 à Bogotá) est une femme politique colombienne, Première dame de Colombie de 2018 à 2022. Elle est mariée à Iván Duque, président du pays du 7 août 2018 à 2022, successeur de Juan Manuel Santos.

## Biographie

### Jeunesse
María Juliana Ruiz est née à Bogotá en 1978, de Luis Fernando Ruiz et Gloria Sandoval. Elle fait ses études de base à la Marymount School et est ensuite entrée à l'université pontificale Javeriana, où elle a étudié le droit. Après avoir terminé ses études de premier cycle, elle s'installe à Paris pour étudier à l'Institut catholique de Paris. Elle a ensuite déménagé à Washington, D.C., où elle a obtenu une maîtrise en droit avec une spécialisation en commerce international au Washington College of Law de l'American University.

### Carrière
Vivant à Washington, María Juliana Ruiz s'implique professionnellement au sein de l'Organisation des États américains, où elle a travaillé pendant plus d'une décennie, initialement à divers titres, puis sous la direction du secrétaire général et du secrétaire général adjoint, dirigeant des projets et des commissions du organisation.
Après son expérience aux États-Unis, elle est retournée dans son pays natal pour rejoindre la clinique Shaio, où elle a occupé le poste de secrétaire générale, jusqu'à ce qu'elle devienne la Première dame du pays en 2018, lorsque son mari Iván Duque a été élu président de la Colombie, succédant à Juan Manuel Santos,. De son poste, Ruiz a dirigé divers projets sociaux, notamment la Grande Alliance pour la nutrition, une initiative qui vise à atténuer l'impact de la malnutrition infantile dans le pays,,.